# Naveta

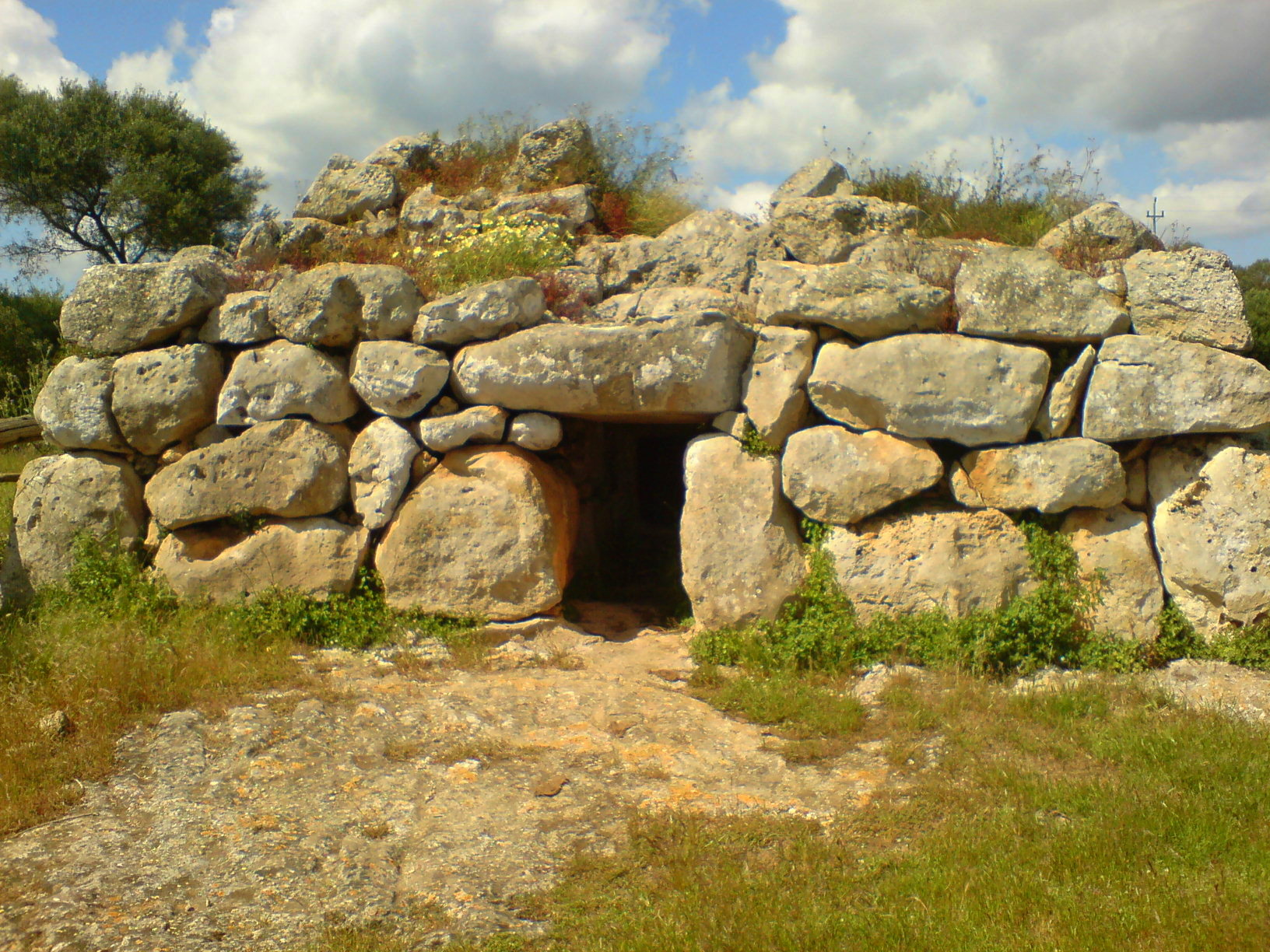
Navetas de Rafael Rubí

La naveta è un tipo di tomba a camera megalitica diffusa unicamente nell'isola di Minorca, in Spagna. Risalgono all'età del bronzo. Hanno la forma di un'imbarcazione rovesciata, da cui il nome.
L'esempio più importante è la Naveta d'Es Tudons, alta circa 4 metri, lunga 14 metri e larga 6,4 metri.